# Zdeněk Hrubý
Zdeněk Hrubý (9. srpna 1956 Uherské Hradiště – 8. srpna 2013 Gašerbrum I) byl český horolezec, kybernetik, ekonom a manažer.

## Horolezec
Mezi roky 1994 a 2012 dokázal úspěšně vystoupit na osm osmitisícovek a byl tak jedním z nejúspěšnějších českých lezců ve vysokých horách. V roce 2004 byl oceněn za účast na výstupu na Šiša Pangmu alpským stylem McIntyrovou cestou (Zdeněk Hrubý, Radek Jaroš, Martin Minařík, Petr Mašek) cenou výstup roku, další výstup roku získal za účast na polárním přechodu Antarktidy s následným výstupem na Mount Vinson. Za záchranu dvou Poláků a Španěla na Dhaulágirí byli on a Radek Jaroš vyznamenáni cenou fair play. Účastnil se i dalších expedic. Na Mount Everestu se dostal do výšky 8650 m, na K2 do výšky 8000 metrů a na Kančendženze do výšky 8100 metrů. Pokoušel se vystoupit rovněž na Makalu a Nanga Parbat. Často lezl s Radkem Jarošem a v posledních letech byl jeho hlavním spolulezcem Marek Holeček. Společně se pokoušeli o prvovýstup jihozápadní stěnou na Gašerbrum I, který museli vzdát kvůli zdravotním problémům Hrubého a v roce 2011 zkoušeli prvovýstup v jižní, Rupalské stěně Nanga Parbatu, na který kvůli Zdeňkově zraněné ruce vyrazil Marek Holeček sám, jeho výstup se nezdařil kvůli špatnému počasí. V roce 2012 se vrátili na Nanga Parbat, kdy se jim podařilo vylézt na vrchol Kinshoferovou cestou za těžkých podmínek. Český horolezecký svaz výstup ocenil čestným uznáním. Zahynul tragicky na počátku srpna roku 2013 v Karákorámu během expedice, při níž se společně s Markem Holečkem podruhé neúspěšně pokoušeli o prvovýstup jihozápadní stěnou na Gašerbrum I. Při sestupu udělal technickou chybu při slaňování a zřítil se ze svahu mnoho stovek metrů.

## Osobní a pracovní život
Zdeněk Hrubý byl ženatý a měl dvě děti. Vystudoval kybernetiku na ČVUT a později ekonomii v Německu a Anglii. Kromě horolezce byl i funkcionářem. V roce 2009 byl zvolen předsedou Českého horolezeckého svazu. Byl rovněž členem klubu cestovatelů. Pracoval také v dalších vrcholných sportovních orgánech a spolurozhodoval o přesunech majetku po bankrotu Sazky a existenčních problémech Českého svazu tělesné výchovy a sportu.
Během své pracovní kariéry byl zaměstnán na Ústavu klinické biochemie Fakultní nemocnice v Motole (ved. doc. Jaroslav Masopust) a poté na Výpočetním středisku FNM (ved. Ing. Michal Jaroš), odkud odešel pracovat do Prognostického ústavu (řed. Valtr Komárek); po sametové revoluci byl náměstkem místopředsedy vlády a ministra financí Bohuslava Sobotky (ČSSD). Byl předsedou dozorčí rady ČEZ, členem prezidia Fondu národního majetku, stát zastupoval v představenstvu Českého Telecomu, Českých aerolinií a Sokolovské uhelné. Roku 2000 působil jako vládní zmocněnec pro organizaci zasedání Mezinárodního měnového fondu a Světové banky v Praze. Byl úspěšný i v akademických kruzích, spolupracoval na projektech s univerzitami v Oxfordu, Cambridgi a Harvardu. Jeho tragická smrt zmařila působení jako hostujícícho profesora na australské Národní univerzitě. Byl svobodným zednářem.

## Úspěšné výstupy na osmitisícovky a další vysoké hory
- 1994 Čo Oju (8201 m)
- 1997 Gašerbrum I (8068 m)
- 1997 Gašerbrum II (8035 m)
- 1999 Lhoce (8516 m)
- 2004 Šiša Pangma (8013 m)
- 2007 Broad Peak (8047 m)
- 2008 Dhaulágirí (8167 m)
- 2012 Nanga Parbat (8125 m) – Výstup na vrchol Kinshoferovou cestou v Diamirské stěně v rámci aklimatizace na plánovaný, ale neuskutečněný prvovýstup Rupalskou stěnou.
- 2013 Talung (7349 m) – prvovýstup alpským stylem s Markem Holečkem.[10]